# Pete Malinverni
Pete Malinverni (* 16. April 1957 in Niagara Falls) ist ein US-amerikanischer Jazzpianist und Komponist.

## Leben und Wirken
Malinverni hatte als Kind klassischen Klavierunterricht; während der Highschool spielte er als Kirchenmusiker und in Funk- und Rockbands. Nach Privatunterricht durch den Jazzmusiker Ron Corsaro arbeitete er mit Musikern wie Don Menza, Joe Romano und Sam Noto. Er studierte an der Crane School of Music in Potsdam, den Master erwarb er an der State University of New York/Purchase Conservatory of Music, wo er Piano und Komposition bei Anthony Newman und  Sophia Rosoff studierte. 1981 zog er nach New York City, um mit eigenen Formatione  zu arbeiten, darunter mit Dennis Irwin und Leroy Williams, außerdem mit Mel Lewis, Vernel Fournier, Ugonna Okegwo, Todd Coolman und Tom Melito sowie in größeren Ensembles mit Tim Hagans, Rich Perry, Joe Magnarelli und Ralph Lalama.
Unter eigenen Namen spielte Malinverni mehrere Alben für das Label Reservoir ein; ferner unterrichtete er an der New York University, William Paterson University und am Purchase Conservatory. Außerdem schrieb er Liner Notes und für die Zeitschriften Piano Stylist und Record Review. Als Komponist erhielt er mehrere Stipendien des National Endowment for the Arts und der Meet the Composer Foundation. Seit 1993 ist er als musikalischer Leiter der African-American Devoe Street Baptist Church in Brooklyn tätig. Malinverni war mit der Jazzsängerin Jody Sandhaus (1951–2012) verheiratet. Im Bereich des Jazz war er zwischen 1987 und 2010 an 30 Aufnahmesessions beteiligt, u. a. mit Gary Smulyan. 2017 legte er das Album Heaven vor, das er mit Ben Allison und Akira Tana eingespielt hatte. Mit der Geigerin Juliet Kurtzman legte er 2020 das Album Candlelight: Love in the Time of Cholera vor, gefolgt von On the Town: Pete Malinverni Plays Leonard Bernstein (2022) und An American in London (2024).